# Артур Кох
Артур Кох (малай. Arthur Koh, англ. Arthur Koh, нар. 1936, Британська Малая — пом. 2010) — малайзійський і сінгапурський футболіст, який грав за клуб «Селангор» та збірні Сінгапуру, Малаї та Малайзії.

## Футбольна кар'єра
Артур Кох грав на позиції центрального нападника в команді «Селангор», яка виграла Кубок Малайзії в 1959, 1961, 1962 і 1963 роках. У 1958 році він грав у складі збірної Сінгапуру, зокрема й на Азійських іграх 1958 року. Він був гравцем збірної Малайї, яка виграла Кубок Мердека в 1959 та 1960 роках. У вересні 1962 року він грав у складі збірної Малайї, яка виграла бронзові медалі на Азійських іграх 1962 року. З 1963 до 1965 року Артур Кох грав у складі збірної Малайзії.

## Титули і досягнення
- Бронзовий призер Азійських ігор: 1962
- Переможець Кубка Мердека: 1959, 1960
- Володар Кубка Малайзії: 1959, 1961, 1962, 1963